# Festival international du film de Dubaï
 (février 2014).
Si vous disposez d'ouvrages ou d'articles de référence ou si vous connaissez des sites web de qualité traitant du thème abordé ici, merci de compléter l'article en donnant les références utiles à sa vérifiabilité et en les liant à la section « Notes et références ».
Le Festival international du film de Dubaï (arabe : مهرجان دبي السينمائي الدولي), également connu sous son acronyme anglais DIFF, a été lancé par son sponsor fondateur Emirates en 2004, sous le thème "Bridging Cultures. Réunion Minds", soulignant ainsi la volonté des organisateurs de promouvoir à travers le cinéma la compréhension et le respect mutuel entre les différentes communautés et nations. Ce festival est organisé sous le patronage de son Altesse Cheikh Mohammed bin Rashid Al Maktoum.

## Historique
En 2006, le festival a lancé la compétition des Muhr Award pour l'excellence dans le cinéma arabe, dans le but de faire connaître les cinéastes arabes tant au niveau régional qu'international. En 2008, les Muhr Award ont été élargies pour inclure le cinéma d'Afrique et Asie.
Organisé à Dubaï, le DIFF bénéficie d'un budget comparable à celui du Festival de Cannes et il est devenu, grâce à son marché du film et différents colloques et ateliers, un rendez-vous important pour les professionnels du cinéma autour du monde. Autres la section compétitive consacrée aux films de fiction, documentaires et de court métrage, le festival comporte différentes autres sections non-compétitives dédiées notamment au cinéma mondial, au film pour enfants et au cinéma d'animation. Des hommages y sont aussi consacrés chaque année à d'importantes personnalités du cinéma (Youssef Chahine, Im Kwon-taek…).
S'il n'y manque ni le tapis rouge ni la présence de grandes stars hollywoodiennes, le festival a acquis très vite une légitimité artistique grâce à une équipe de sélectionneurs et consultants de réputation internationale, dont les directeurs (actuels ou anciens) de festivals internationaux tels que Rotterdam et Londres. Signe de cette légitimité, la Fédération internationale de la presse cinématographique (FIPRESCI) est devenue la partenaire du festival à partir de l'édition 2008, où elle donnera son prix annuel pour le meilleur film arabe.
Le DIFF, est considéré parmi les festivals du film les plus prestigieux. Chaque année, 180 films sont choisis pour les projeter devant 55 000 spectateurs.
En 2013, des experts et des critiques de cinéma de nombreux pays dressent une liste des 100 meilleurs films arabes lors de la 10e édition du festival,.

## Catégories de récompense
- Sélections long métrage - cinéma pour enfants (cinéma for children)

## Palmarès 2017

### Sélections long métrage - cinéma pour enfants
- Le Petit Spirou •  France  Belgique